# Chodda oeluropis
Chodda oeluropis är en fjärilsart som beskrevs av Edward Meyrick 1902. Chodda oeluropis ingår i släktet Chodda och familjen nattflyn. Inga underarter finns listade i Catalogue of Life.